# Halectinosoma oblongum
Halectinosoma oblongum är en kräftdjursart som först beskrevs av Kunz 1949.  Halectinosoma oblongum ingår i släktet Halectinosoma och familjen Ectinosomatidae. Inga underarter finns listade i Catalogue of Life.